# X-Art
X-Art es un estudio de cine pornográfico estadounidense dedicado a la producción de películas de temática erótica y pornografía softcore.

## Historia
Fue fundado en 2009 por la pareja formada por Colette Pelissier, que anteriormente trabajaba como comercial de bienes raíces, y por el fotógrafo Brigham Field; ambos se casaron en 2011. El propio espacio de X-Art tiene como empresa matriz Malibu Media LLC, fundada en 2012. Cuatro años después de la creación de la productora, la pareja abrió un segundo sitio web llamado Colette.com, que difiere de X-Art por una gestión de contenidos ligado a una erótica más incondicional.
Cuenta con películas, clips y escenas de masturbación femenina, chico-chica, sexo lésbico, interracial y en grupo. La distribución de películas del estudio está coordinada por Adult Source Media.
En junio de 2017, dado el boom de los sitios y estudios que producen contenido bajo demanda, tanto en plataformas convencionales como las dedicadas a la distribución de contenido pornográfico, X-Art comenzó a producir material propio en dichos formatos bajo suscripción.
En enero de 2015, el estudio ganó su primer premio XBIZ en la categoría de Sitio web pornográfico del año. Tres años después, en 2018, ganó su segundo galardón en este certamen a Sitio erótico del año.
Algunas de las actrices que trabajan (o han trabajado) para X-Art son Kenna James, Suzie Carina, Riley Reid, Sasha Grey, Naomi Woods, Jill Kassidy, Anya Olsen, Tiffany Doll, Sybil A, Tiffany Tatum, Dillion Harper, Samantha Rone, Sara Luvv, Piper Perri, Mia Malkova, Markéta Štroblová, Sasha Rose, Scarlett Sage, Alex Grey, Elena Koshka, Leah Gotti, Charity Crawford, Lyra Law, Nina North, Uma Jolie, Adria Rae, Karla Kush, Kristen Scott, Alice March, Verónica Rodríguez, Lily LaBeau, Anny Aurora, Elsa Jean, Cherry Kiss, Melissa Moore, Marley Brinx, Marica Hase o Aiden Ashley, entre otras muchas.

## Premios y nominaciones
| Año  | Ceremonia    | Resultado | Premio                                |
| ---- | ------------ | --------- | ------------------------------------- |
| 2012 | Premios AVN  | Nominado  | Mejor sitio web de suscripción        |
| 2013 | Premios AVN  | Nominado  | Mejor sitio web de fotografía erótica |
| 2013 | Premios AVN  | Nominado  | Mejor sitio web de suscripción        |
| 2013 | Premios RISE | Ganador   | Oscar de calidad al porno             |
| 2014 | Premios AVN  | Nominado  | Mejor sitio web de glamour            |
| 2014 | Premios RISE | Nominado  | Sitio del año                         |
| 2014 | Premios RISE | Nominado  | Oscar de calidad al porno             |
| 2015 | Premios AVN  | Nominado  | Mejor sitio web de glamour            |
| 2015 | Premios RISE | Nominado  | Oscar de calidad al porno             |
| 2015 | Premios XBIZ | Ganador   | Sitio web pornográfico del año        |
| 2016 | Premios AVN  | Nominado  | Mejor sitio web de suscripción        |
| 2017 | Premios AVN  | Nominado  | Mejor sitio web de suscripción        |
| 2017 | Premios XRCO | Nominado  | Sitio web de gama alta                |
| 2018 | Premios XBIZ | Ganador   | Sitio erótico del año                 |
| 2018 | Premios XRCO | Nominado  | Sitio web de gama alta                |
| 2019 | Premios XBIZ | Nominado  | Sitio web del año                     |
| 2020 | Premios XBIZ | Nominado  | Sitio erótico del año                 |